# Léopold Valentin François de Hauteclocque
 (novembre 2021).
 (novembre 2021).
La mise en forme du texte ne suit pas les recommandations de Wikipédia : il faut le « wikifier ».
Les points d'amélioration suivants sont les cas les plus fréquents :
- Les titres sont pré-formatés par le logiciel. Ils ne sont ni en capitales, ni en gras.
- Le texte ne doit pas être écrit en capitales (les noms de famille non plus), ni en gras, ni en italique, ni en « petit »…
- Le gras n'est utilisé que pour surligner le titre de l'article dans l'introduction, une seule fois.
- L'italique est rarement utilisé : mots en langue étrangère, titres d'œuvres, noms de bateaux, etc.
- Les citations ne sont pas en italique mais en corps de texte normal. Elles sont entourées par des guillemets français : « et ».
- Les listes à puces sont à éviter, des paragraphes rédigés étant largement préférés. Les tableaux sont à réserver à la présentation de données structurées (résultats, etc.).
- Les appels de note de bas de page (petits chiffres en exposant, introduits par l'outil «  Source ») sont à placer entre la fin de phrase et le point final[comme ça].
- Les liens internes (vers d'autres articles de Wikipédia) sont à choisir avec parcimonie. Créez des liens vers des articles approfondissant le sujet. Les termes génériques sans rapport avec le sujet sont à éviter, ainsi que les répétitions de liens vers un même terme.
- Les liens externes sont à placer uniquement dans une section « Liens externes », à la fin de l'article. Ces liens sont à choisir avec parcimonie suivant les règles définies. Si un lien sert de source à l'article, son insertion dans le texte est à faire par les notes de bas de page.
- La présentation des références doit suivre les conventions bibliographiques. Il est recommandé d'utiliser les modèles {{Ouvrage}}, {{Chapitre}}, {{Article}}, {{Lien web}} et/ou {{Bibliographie}}. Le mode d'édition visuel peut mettre en forme automatiquement les références.
- Insérer une infobox (cadre d'informations à droite) n'est pas obligatoire pour parachever la mise en page.

Pour une aide détaillée, merci de consulter Aide:Wikification.
Si vous pensez que ces points ont été résolus, vous pouvez retirer ce bandeau et améliorer la mise en forme d'un autre article.
Pour les articles homonymes, voir de Hauteclocque.
Léopold Valentin François de Hauteclocque est un homme politique français né le 20 juillet 1797 à Arras (Pas-de-Calais) et décédé le 11 août 1867 à Roëllecourt (Pas-de-Calais).

## Origines familiales

### Lignée illustre
Les généalogistes représentent la maison de Hauteclocque comme une des plus anciennes de la province d'Artois. Elle possédait la terre seigneuriale de Hautecloque (Alta Cloca) au comté de Saint-Pol dès le XIXe siècle ; ses descendants ont siégé depuis 1414 dans le corps de la noblesse aux États de cette province et étaient reçus bourgeois d'Arras depuis 1475. Wallerand et Pierron de Hauteclocque suivirent le comte de Saint-Pol à la Croisade de Tunis où mourut Saint-Louis. Tassart assista au siège d'Oisy en 1254, et Jacques à la prise de Saint-Denis en 1430. Colart signa, en 1576, la pacification de Gand, si importante pour conserver la province dans la religion catholique, et l'acte de réconciliation de l'Artois en 1579. Cette famille eut des alliances avec les Berghes-Saint-Winoc, Bryas, Créquy, Renty, Ricametz, etc., et obtint en 1752 des lettres patentes de chevalier avec le droit de timbrer ses armes d'une couronne de comte et d'en prendre le titre quand elle aurait fait ériger une terre dans ce but.

### Famille proche

Armes de la famille de Hauteclocque

Léopold, comme il est écrit, nait dans une famille noble et prestigieuse. Il est le fils de François Louis Joseph de Hauteclocque (1755-1829), chevalier, officier au bataillon provincial d'Artois, et maire du Wail en 1822, lui-même rejeton de Charles François (1715-1769), bourgeois d’Arras, député de la Noblesse des États d’Artois aux comptes généraux et ordinaires d’Artois. Sa mère, Catherine, est issue de la famille de Monet de Lamarck, souche picarde, faisant de Jean Baptiste de Lamack, grand scientifique français, le grand-oncle maternel de Léopold. Outre des oncles, cousins, et aïeul notables, maires de diverses communes, Léopold a 3 demi-frères, parfois important dans la politique locale arrageoise : César Louis (1787-1871) fut écuyer, commandant des volontaires royaux de la ville d'Arras, chef de bataillon, capitaine au 6e régiment de la garde royale, et Constantin Gabriel (1788-1884), comte de par le Pape, conseiller de Préfecture de 1823 à 1830, et commissaire de guerre à l'Armée du Nord. Enfin, Léopold de Hauteclocque est l'arrière, grand-oncle du Maréchal Leclerc.

## Biographie
Léopold étudie au collège d'Arras, puis à Paris, à l'établissement d'un dénommé Lemoine. Il est traité en cadet de sa famille, mais sera le plus illustre de tous ses frères.
Après une carrière militaire sous l'Empire, Léopold vit avec joie la Restauration : ses sentiments sont sincèrement légitimistes, royalistes, catholiques. Il soutient le roi dès le premier retour de Louis XVIII, en envoyant une délégation d'accueil à Gand. Cette initiative lui vaudra la décoration du Lys dès 1814, à 17 ans. Il est nommé au 32e régiment de ligne, devient officier de la garde nationale en 1815, puis lieutenant de la légion du Pas-de-Calais en 1816. Sa carrière militaire s'arrêtera en 1822 par une mise à la retraite.
La politique s'ouvre alors à Léopold. Il est fait baron sans majorat le 16 janvier 1822. Sa première fonction est celle de conseiller municipal, en remplacement de Harlé, de 1824 à 1830. Membre de la commission des hospices en 1825, il prend en influence. Ainsi, en 1826, âgé à peine de 29 ans, Léopold est nommé maire d'Arras par le roi, le plus jeune de France. Amoureux de sa localité, il prêta le traditionnel serment des mayeurs d'Arras :
« Maires, vous flanchiez sur la sainte figure du précieux corps Jhûcrist que y chi vees en present que vo loyalement garderes et aideres à garder les drois Dieu et de sainte Église. Les drois et honneur du Roi de France nre Sre de madame la Royne et de nô droiturier seigneur le comte d'Artois, leur pais, leurs membres et leur honneur terrienne ; et les drois saint Vaast et du Chastellain d'Arras : et avec vous flanchiez que sur toutes choses garderes et aideres a garder toutes les coses contenues es-chartes et es-priviléges, le loy, les usages et les coutumez de la ville d'Arras. Et les eschins, toutes les fois qu'ils auront à faire de vre conseil et qu'ils le vous requerront a avoir a vre pôoir les conseillères loyalement. Le secre de leur conseil celeres et ne le reveleres à quelconque psonue que ce soit, le hon et l'estat du corps de le ville et de l'échevinage d'Arras à vre pôoir vous garderes et exaucheres. Et se vous saves aucune cose dite ou faite qui soit contre lonneur et au préjudice de le ville ou de l'eschevinage, à vre pôoir le destourberes et aux eschins sans delay au plus tost que vous pourres le noncheres et aideres à poursieure et soustenir le droit de la dite ville. Et ainsi que vous laves fianchié, vous le jures à tenir loyalement. Se Dieux vous ait et ehil saint et tout li aultre. »

Serment du mayeur d'Arras

1826 est véritablement sa grande année : il est fait chevalier de justice de l’ordre de Malte et membre honoraire de l'Académie d'Arras, à laquelle il contribuera à sa retraite. La Légion d'honneur lui est remise un an après. Son mandat est connu comme sage et fructueux, et les relations avec l'évêché sont toutes aussi bonnes que sous Maïoul de Sus-Saint-Léger, son prédécesseur.
Voici des actes notables de Léopold de Hauteclocque : la construction d'une salle des concerts, d'une église pour les faubourgs de Ronville et de Saint-Sauveur, d'une école gratuite de géométrie appliquée aux arts et métiers, d'un hospice destiné aux femmes pauvres ; à cette fondation, connue sous le nom de maternité, fut jointe une école pratique et théorique d'accouchement. Pensons aussi au pavage complet de la place de la Basse-ville et la création d'une structure pour le musée récemment créé.
Mais le mandat s'achève brutalement lors des Trois Glorieuses : Léopold de Hauteclocque, inaliénable blanc, démissionne et s'exile un temps à Ypres (ville de sa femme) sur conseil de ses proches afin de se protéger des violences révolutionnaires. Jamais l'homme ne fera plus de politique sous Juillet. Sa carrière précoce s'achève aussitôt. Un dernier mandant de conseiller municipal lui sera octroyé par la ville de 1848 à 1852, alors que l'homme fut fait chevalier de Charles III en 1840.
A sa retraite politique en 1822, Léopold de Hauteclocque verse dans l'histoire locale, et devient un généalogiste reconnu. Il fut fait membre de la société d’archéologie de la Somme en 1836, et rédigea nombre d'articles sur l'Artois et ses ancêtres, notamment dans les mémoires de l'Académie d'Arras.
L'homme s'éteindra en 1867 après une vie tumultueuse d'abord, puis apaisée dans les largesses de l'érudition et de la connaissance.